# Hohenhülen
Hohenhülen oder Hohenhulwa war ein Gehöft in der Nähe von Berghülen, das an einer Hüle eines alten Weidegebietes lag. Es bestand laut der Klosterchronik von Blaubeuren bereits vor dem Jahre 1100, als es Graf Heinrich von Tübingen dem Kloster Blaubeuren schenkte. Es sind keine Angaben über Zeitpunkt und Ursache der Auflösung bekannt. Es gibt heute noch einen Flurnamen mit der Bezeichnung Hohenhüler Steig.